# 재키 콜린스
재키 콜린스(영어: Jackie Collins, OBE, 1937년 10월 4일 ~ 2015년 9월 19일)는 영국에서 태어난 소설가이다. 재키 콜린스가 쓴 32개 소설은 모두 뉴욕 타임스 베스트셀러 목록에 올랐다.
런던에서 태어났으며, 1960년 미국 시민권을 등록하고 로스앤젤레스로 이주해 활동기간 상당 부분을 미국에서 지냈다. 유방암으로 6년 동안 투병하다 2015년 세상을 떠났다.

## 서훈
- 2013년 대영 제국 훈장 4등급(OBE) 수훈[1]